# Beugneux
Beugneux é uma comuna francesa na região administrativa de Altos da França, no departamento de Aisne. Estende-se por uma área de 7,68 km². Em 2010 a comuna tinha 111 habitantes (densidade: 14,5 hab./km²).